# کارامصطفی‌پاشا (مرزیفون)
کارامصطفی‌پاشا (به ترکی استانبولی: Karamustafapaşa) یک منطقهٔ مسکونی در ترکیه است که در مرزیفون واقع شده‌است.